# Lo Hobbit - La desolazione di Smaug
Lo Hobbit - La desolazione di Smaug (The Hobbit: The Desolation of Smaug) è un film del 2013 diretto da Peter Jackson.
Il regista Jackson, che è anche tra i produttori, ha sceneggiato la pellicola insieme a Fran Walsh, Philippa Boyens e Guillermo del Toro.
Liberamente tratto dalla parte centrale del romanzo Lo Hobbit e dalle Appendici de Il Signore degli Anelli di J. R. R. Tolkien, è il secondo capitolo della trilogia de Lo Hobbit, che funge da prequel alla trilogia de Il Signore degli Anelli, diretta dallo stesso regista. È preceduto da Lo Hobbit - Un viaggio inaspettato e prosegue con Lo Hobbit - La battaglia delle cinque armate.
Anche questo secondo film della trilogia ha ottenuto 3 candidature agli Oscar 2014.

## Trama
Thorin Scudodiquercia, principe dei Nani, giunge al villaggio di Brea per indagare sulla scomparsa di suo padre Thráin. Nella locanda nota come "Il Puledro Impennato" Thorin viene avvicinato dallo stregone Gandalf il Grigio. Questi tenta di convincerlo a liberare l'antico reame di Erebor dal temibile drago Smaug, come aveva precedentemente proposto a Thráin prima della sua scomparsa. Dopo aver scoperto l'esistenza di una taglia sulla propria testa, Thorin decide di convocare i suoi parenti Nani per l'impresa; Gandalf suggerisce di arruolare anche uno Hobbit per fare da "scassinatore" e recuperare l'Arkengemma, grazie alla quale si potranno riunire tutti i sette regni dei Nani per muovere guerra contro Smaug.
Un anno dopo, dopo essere fuggiti da Goblin e Orchi alle Montagne Nebbiose, lo Hobbit Bilbo Baggins, Gandalf e la compagnia dei 13 Nani stanno ancora cercando di sfuggire all'Orco Pallido Azog e ai suoi accoliti. Gandalf suggerisce allora di rifugiarsi dal Mutapelle Beorn, che vive in una casa al confine delle Terre Selvagge. Sebbene la casa sia un luogo sicuro, lo stesso Beorn risulta pericoloso e imprevedibile, soprattutto quando si trasforma in un gigantesco orso, lanciandosi all'inseguimento della compagnia, che riesce miracolosamente a barricarsi nella casa. Nel frattempo l'Orco Bolg, figlio di Azog, porta ordini al padre: quest'ultimo è richiesto dal suo padrone a Dol Guldur. Beorn, tornato a forma umana, decide di aiutare la compagnia a fuggire da Azog, donando a ciascuno di loro un pony: infatti, sebbene il Mutapelle non provi simpatia per i Nani, odia maggiormente gli Orchi.
Il gruppo raggiunge l'ingresso di Bosco Atro, dove Gandalf ordina ai Nani di rispedire i pony a Beorn e, ricordandosi delle raccomandazioni di Galadriel, la quale a Gran Burrone lo aveva esortato a indagare immediatamente sul Negromante di Dol Guldur, decide di lasciare la compagnia, ripromettendosi di raggiungerla sulla soglia della Montagna Solitaria. Prima di partire, Gandalf intima al gruppo di non lasciare mai il sentiero nella foresta, per non cadere vittima di illusioni. Bilbo e i Nani si avventurano quindi nella foresta, ma Bosco Atro, corrotto dal male di Dol Guldur, comincia a confondere il gruppo, allontanandolo dal sentiero, finché la compagnia viene attaccata e imprigionata da un gruppo di ragni giganti. Bilbo riesce a liberarsi dalle ragnatele, uccidendo alcuni ragni con la sua lama elfica, che decide di chiamare Pungolo, e servendosi dell'invisibilità conferita dall'anello magico in suo possesso, per il quale comincia però a nutrire un violento attaccamento.
Quando la compagnia sembra ormai spacciata, i ragni vengono sterminati da una squadra di Elfi silvani guidata da Legolas, principe di Bosco Atro, e da Tauriel, che catturano i Nani e li portano al Reame Boscoso. Bilbo, sfuggito alla cattura grazie all'anello, riesce a intrufolarsi anch'egli nel regno di Thranduil. Quest'ultimo offre il suo aiuto a Thorin in cambio di alcune gemme presenti nella montagna, ma il Nano rifiuta e pertanto i nani vengono imprigionati nelle segrete del Reame Boscoso. Nel frattempo, a Dol Guldur, il Negromante affida un incarico ad Azog che, non potendo più allontanarsi dalla fortezza, affida a Bolg il compito di dare la caccia a Thorin e ai suoi compagni. Durante la prigionia il Nano Kíli inizia a simpatizzare con Tauriel; intanto Bilbo ruba le chiavi delle celle e libera tutti i Nani. La compagnia decide di fuggire utilizzando alcuni barili, con i quali dalle cantine reali scendono per il fiume. Sfortunatamente, durante la fuga, Bolg e i suoi Orchi li individuano e li attaccano, uccidendo alcune guardie elfiche che tentavano di riacciuffare i Nani. Legolas e Tauriel combattono contro gli Orchi, riuscendo a catturarne uno, ma nella contesa Kíli viene colpito da una freccia avvelenata di Bolg davanti agli occhi di Tauriel; al termine della lotta la compagnia prosegue la propria fuga tra le rapide, fuggendo dal Reame Boscoso.
Mentre si riprende dalla rocambolesca fuga, il gruppo viene scovato da Bard, un barcaiolo di Pontelagolungo, il quale, in cambio di un cospicuo pagamento in oro, accetta di scortarli di nascosto nella propria città e di procurare loro delle armi. Nel frattempo Gandalf, dopo aver convocato Radagast il Bruno, giunge nelle tombe dei Nove Re degli Uomini, ma queste ormai sono vuote: essi sono stati convocati dal Negromante a Dol Guldur. Non avendo altra scelta, Gandalf decide di recarsi personalmente a Dol Guldur. Intanto, Bard riesce a introdurre la compagnia in città in barba al controllo dell'egocentrico e avaro Governatore, il quale odia particolarmente Bard, ritenendolo il responsabile dell'insofferenza dei cittadini nei propri confronti.
A Pontelagolungo, la compagnia scopre che Bard è il discendente di Girion, signore di Dale ai tempi dell'attacco di Smaug. Leggenda narra che Girion tentò di colpire il drago con delle Frecce Nere forgiate a Erebor, l'unica arma che potesse scalfirne la pelle. Girion non riuscì a fermare Smaug, ma ruppe un frammento della sua corazza, rendendolo vulnerabile. Bard fornisce ai Nani armi di fortuna, ma questi, scontenti di ciò che Bard ha procurato, attuano un piano per rubarne dall'armeria del Governatore. Bard, sentendo pronunciare il nome di Thorin, va alla ricerca di un arazzo che raffigura l'albero genealogico della stirpe di Durin, rendendosi conto di chi siano i Nani e di come il loro scopo sia introdursi nella tana del Drago. Kíli intanto, a causa della ferita avvelenata, crolla a terra con le armi, attirando l'attenzione delle guardie e facendo catturare tutti. Thorin, per convincere il Governatore a liberarli, rivela di essere il legittimo Re di Erebor e promette al popolo grandi ricchezze, nel caso uccidessero il Drago. Bard però si oppone e cerca di convincere la popolazione a non credere a Thorin: stando a quanto dice una vecchia profezia, se i Nani di Erebor reclameranno la loro patria, il fuoco del Drago si abbatterà su Pontelagolungo. Tuttavia, il Governatore, attirato dai tesori della Montagna, ignora Bard e decide di appoggiare l'impresa di Thorin, fornendogli i mezzi per raggiungere la Montagna.
Nel mentre Thranduil interroga l'orco catturato, il quale annuncia il ritorno dell'Oscuro Signore. Thranduil, irrequieto, lo uccide e decide di isolare il regno degli elfi. Tauriel, temendo per la sorte di Kíli, disubbidisce agli ordini di Thranduil e abbandona il Reame Boscoso. Legolas, apparentemente infatuato di lei, si mette alla sua ricerca e, dopo averla trovata, decide di inseguire gli orchi insieme a lei. Giunto a Dol Guldur, Gandalf invia Radagast a informare Galadriel dell'imminente scontro con il Negromante, per poi avventurarsi nella fortezza. Qui Gandalf fa nuove e sconvolgenti scoperte: la fortezza non è mai stata abbandonata, bensì su di essa grava un potente incantesimo, che nasconde alla vista migliaia di orchi, radunati dal Negromante. Gandalf, sciolto l'incantesimo e seminato Azog, si scontra direttamente con il Negromante, il quale si rivela in tutta la sua potenza: egli, come sospettava Gandalf, è proprio Sauron, l'Oscuro Signore di Mordor ritornato nella Terra di Mezzo dopo un lungo esilio. Lo stregone non può nulla contro Sauron, il quale lo sconfigge, distruggendogli il bastone, e lo imprigiona.
A Pontelagolungo, Kíli sta decisamente male per il veleno di cui era intrisa la freccia e non può proseguire il viaggio; il gruppo si divide: mentre Fìli, Óin e Bofur rimangono in città per vegliare su Kíli, Bilbo, Thorin e gli altri nani giungono alla porta segreta sulla montagna proprio nel Dì di Durin, unico momento in cui la porta segreta può essere aperta. Grazie alla chiave donata da Thráin a Gandalf e a un'intuizione di Bilbo, che interpreta correttamente l'indizio-enigma scritto sulla mappa, i nani entrano nella montagna. Thorin incarica Bilbo di trovare un tesoro in particolare, ovvero l'Archengemma, perciò lo hobbit si avventura nella sala del tesoro di Erebor, dove però il drago Smaug, dormiente sotto gli immensi cumuli d'oro, si risveglia. Il drago scopre presto Bilbo, persuadendolo a togliersi l'Anello che lo rende invisibile. Nonostante i modi cortesi di Bilbo e i suoi tentativi di nascondere la ragione per cui è lì, Smaug rivela subito che sa benissimo che lo Hobbit si trova nella sala per rubare l'Archengemma, e che lavora per Thorin Scudodiquercia. Il drago, accorgendosi che Bilbo fissa l'Archengemma, ammette che è quasi tentato di lasciargliela prendere, per osservare la devastazione che porterebbe nell'anima di Thorin come successe a Thrór; tuttavia, non lo farà e, stufo della conversazione con l'ormai smascherato Bilbo, tenta di ucciderlo. Lo Hobbit indossa nuovamente l'Anello e fugge via, levandoselo quando incontra Thorin. Con sua sorpresa il nano gli chiede, minaccioso, se è riuscito a prendere il gioiello del re, quando i due vengono raggiunti dagli altri nani e da Smaug.
A Pontelagolungo, nel frattempo, si avverte l'ira del drago nella montagna, pertanto Bard recupera una delle frecce nere appartenenti al suo antenato e si dirige verso la balestra con l'intento di eliminare il drago, qualora attaccasse, ma viene stordito e incarcerato dal Governatore e dal suo viscido servo Alfrid.
La sera stessa, Bolg e i suoi orchi giungono a Pontelagolungo per eliminare i nani, ma vengono intercettati e uccisi da Legolas e Tauriel, intervenuti sul luogo. Mentre Tauriel riesce a curare Kíli per mezzo di un'erba chiamata "Foglia di Re", Legolas combatte contro Bolg. L'orco, dopo un breve scontro, si dà alla fuga, inseguito da Legolas; nel frattempo l'esercito degli orchi di Sauron, guidati da Azog a Dol Guldur sotto lo sguardo impietrito di un Gandalf in catene, inizia la sua marcia segreta verso la Montagna Solitaria. A Erebor, Bilbo e i nani tentano di distrarre Smaug, ma, resisi conto della loro impotenza, decidono di ricorrere a una trappola, ovvero attivare le vecchie fornaci per far sommergere il drago da una enorme quantità di oro liquido e bollente. Il piano ha successo, ma Smaug ne esce senza un graffio. La situazione, anzi, peggiora, poiché Smaug capisce che lo hobbit e i nani provengono da Pontelagolungo, e pertanto decide di vendicarsi sulla popolazione del lago. Bilbo tenta inutilmente di persuadere il drago a non uccidere degli innocenti, ma ormai non può fare più nulla: Smaug è in volo verso la città, deciso a raderla al suolo.

## Personaggi
- Bilbo Baggins, interpretato da Martin Freeman: è lo hobbit che parte con i nani per riconquistare Erebor. Personaggio rispettabile e con una scarsa propensione alle avventure, Bilbo si dimostrerà all'altezza del suo compito, mostrando un coraggio che nessuno, eccetto lo stregone Gandalf, avrebbe mai immaginato. Inoltre, è il narratore dell'intera vicenda: da anziano, ricorda infatti gli avvenimenti di oltre 60 anni prima.
- Gandalf il Grigio, interpretato da Ian McKellen: è lo stregone che ha organizzato la spedizione dei nani e di Bilbo verso Erebor. Nel film egli si reca verso Dol Guldur.
- Thorin Scudodiquercia, interpretato da Richard Armitage: è l'erede del Popolo di Durin e il capo della spedizione per riconquistare Erebor.
- Balin, interpretato da Ken Stott: è un anziano guerriero che è sopravvissuto all'attacco di Smaug alla Montagna Solitaria. Ha molta fiducia in Thorin, ma nutre qualche dubbio sulla saggezza dell'impresa per riconquistare Erebor[3]. È il cugino di Gimli, e nella Compagnia dell'Anello, Gimli troverà la tomba di Balin nelle miniere di Moria.
- Dwalin, interpretato da Graham McTavish: è un nano forte e potente che ha una tendenza naturale a non fidarsi di chiunque non sia un nano, in particolare se si tratta di elfi.[3]
- Kíli, interpretato da Aidan Turner: è il fratello di Fíli, nipote di Thorin, nonché uno dei più giovani nani della compagnia.[4]
- Fíli, interpretato da Dean O'Gorman: è il fratello di Kíli, nipote di Thorin, nonché uno dei più giovani nani della compagnia.[4]
- Dori, interpretato da Mark Hadlow: è un nano gentile e molto educato.
- Nori, interpretato da Jed Brophy: è un nano furbo e scaltro.
- Ori, interpretato da Adam Brown: è un nano timido e impacciato. In battaglia utilizza una fionda.
- Óin, interpretato da John Callen: è un lontano cugino di Thorin che si unisce a quest'ultimo sia per lealtà nei confronti dei suoi amici, sia perché dispone di una certa somma di denaro investita nell'impresa. Usa un padiglione acustico, perché sembra avere problemi d'udito. Indossa abiti marroni e ha una barba e capelli grigio-chiaro.[5]
- Glóin, interpretato da Peter Hambleton: è un lontano cugino di Thorin che si unisce a quest'ultimo sia per lealtà nei confronti dei suoi amici, e perché dispone di una certa somma di denaro investita nell'impresa. Assieme a Bombur, Glóin è l'unico altro nano sposato della Compagnia (c'è stata una certa scarsità di nani femmina in generale). Sua moglie è nota per la sua bellezza, in particolare la sua barba. Glóin è il fiero padre di un giovane nano, Gimli, che finirà per entrare nella ben nota Compagnia dell'Anello.[5]
- Bifur, interpretato da William Kircher: è, insieme ai suoi cugini Bofur e Bombur, uno dei pochi nani che non è legato alla dinastia nobile e reale di Durin. Discende da minatori di carbone e lavoratori del ferro.[6]
- Bofur, interpretato da James Nesbitt: è, insieme a suo fratello Bombur e suo cugino Bifur, uno dei pochi nani che non è legato alla dinastia nobile e reale di Durin. Discende da minatori di carbone e lavoratori del ferro.[6]
- Bombur, interpretato da Stephen Hunter: è, insieme a suo fratello Bofur e suo cugino Bifur, uno dei pochi nani che non è legato alla dinastia nobile e reale di Durin. Discende da minatori di carbone e lavoratori del ferro.[6]
- Governatore di Pontelagolungo, interpretato da Stephen Fry.
- Tauriel, interpretata da Evangeline Lilly: è una Elfa Silvana, personaggio inventato apposta per il film.
- Alfrid, interpretato da Ryan Gage.
- Beorn, interpretato da Mikael Persbrandt: è un mutapelle che vive tra le Montagne Nebbiose e Bosco Atro che aiuta Gandalf, Bilbo e i tredici nani durante il loro viaggio verso la riconquista di Erebor.
- Re Thranduil, interpretato da Lee Pace: è il re degli Elfi Silvani di Bosco Atro. Elfo Sindarin e padre di Legolas.
- Legolas, interpretato da Orlando Bloom: è il figlio di Re Thranduil, re degli elfi silvani. È uno dei protagonisti della trilogia del Signore degli Anelli.
- Bard l'Arciere, interpretato da Luke Evans: è un abitante di Pontelagolungo e un abilissimo arciere.
- Bain, interpretato da John Bell: è il figlio di Bard l'Arciere.
- Sigrid, interpretata da Peggy Nesbitt: è la figlia di Bard l'Arciere. Peggy Nesbitt è la reale sorella di Mary Nesbitt (Tilda) e figlia di James Nesbitt (Bofur).
- Tilda, interpretata da Mary Nesbitt: è la figlia più piccola di Bard l'Arciere. Mary Nesbitt è la reale sorella di Peggy Nesbitt (Sigrid) e figlia di James Nesbitt (Bofur).
- Galadriel, interpretata da Cate Blanchett: è la dama elfica di Lothlórien.
- Radagast il Bruno, interpretato da Sylvester McCoy: è uno stregone che vive al limitare occidentale di Bosco Atro. Amico di Beorn, fu lui a informare Gandalf della presenza di un Negromante a Dol Guldur.
- Azog il Profanatore, interpretato da Manu Bennett: è un orco gigantesco che si distingue dagli altri poiché ha la pelle bianca.
- Bolg, interpretato da Lawrence Makoare: è un orco, figlio di Azog.
- Sauron, doppiato in originale da Benedict Cumberbatch: è l'Oscuro signore di Mordor che ha preso segretamente residenza a Dol Guldur. A questo punto della storia è chiamato con il nome di Negromante.
- Smaug, interpretato e doppiato in originale da Benedict Cumberbatch: è il drago usurpatore di Erebor che da molto tempo è rimasto inattivo, ma adesso si è risvegliato.

Il regista Peter Jackson si concede lo stesso cameo che si era già riservato ne Il Signore degli Anelli - La Compagnia dell'Anello: è il passante ubriaco con una bottiglia in mano che a Brea, sotto la pioggia, incrocia il protagonista Thorin all'ingresso della locanda Al Puledro impennato.

## Produzione
Nel medesimo giorno della conclusione della lavorazione del primo film, il 17 ottobre 2011, sono iniziate le riprese del secondo film e sono terminate il 6 luglio 2012. In questo lungo arco di tempo, com'era accaduto per la trilogia de Il Signore degli Anelli, le riprese dei primi due capitoli sono state girate nuovamente in Nuova Zelanda. Le riprese del terzo capitolo in origine erano niente meno che parte del secondo film, poiché i film in lavorazione sono sempre stati due. In seguito, visto l'elevato materiale di scene girato nel secondo capitolo e per motivi di tempo, tre settimane dopo il termine delle riprese del secondo film, durante la presentazione del primo capitolo al San Diego Comic-Con 2012, Peter Jackson e la New Line Cinema annunciarono che la saga sarebbe diventata una trilogia. Con l'introduzione del terzo capitolo, i precedenti due film hanno subito notevoli modifiche in diversi punti delle sceneggiature e nei loro rispettivi finali. Riprese aggiuntive per il capitolo finale vennero effettuate dal 10 maggio al 29 giugno 2013.

## Colonna sonora
La colonna sonora è stata composta da Howard Shore, già compositore di quella della trilogia de Il Signore degli Anelli ed eseguita dalla New Zealand Symphony Orchestra diretta da Conrad Pope. Alcuni temi della trilogia de Il Signore degli Anelli sono stati ripresi e adattati alle nuove atmosfere del film. Come negli altri quattro film, è presente una canzone originale; questa volta è di Ed Sheeran ed è intitolata I See Fire. Sheeran è stato suggerito dalla figlia di Jackson, Katie, che lo aveva visto in concerto alcuni mesi prima. La canzone è stata scritta, composta e registrata in due giorni. Jackson ha affermato che voleva che questa canzone rispecchiasse le sensazioni dello spettatore dopo la visione del film e per questo ha mostrato a Sheeran il film intero.

### Tracce
Di seguito sono riportati i brani presenti nella prima edizione della colonna sonora, ossia la versione standard.
Disco 1
1. The Quest for Erebor - 3:24
2. Wilderland - 4:56
3. The House of Beorn - 3:52
4. Mirkwood - 4:28
5. Flies and Spiders - 7:51
6. The Woodland Realm - 4:27
7. Feast of Starlight - 2:49
8. Barrels Out of Bond - 1:50
9. The Forest River - 4:54
10. Bard, a Man of Lake-town - 2:30
11. The High Fells - 2:37
12. The Nature of Evil - 3:20
13. Protector of the Common Folk - 3:37

Disco 2
1. Thrice Welcome - 3:34
2. Girion, Lord of Dale - 3:33
3. Durin's Folk - 2:28
4. In the Shadow of the Mountain - 2:15
5. A Spell of Concealment - 2:51
6. On the Doorstep - 7:46
7. The Courage of Hobbits - 3:00
8. Inside Information - 3:48
9. Kingsfoil - 2:25
10. A Liar and a Thief - 3:41
11. The Hunters - 9:04
12. Smaug - 5:24
13. My Armor Is Iron - 5:16
14. I See Fire (di Ed Sheeran) - 5:00
15. Beyond the Forest - 5:27

## Distribuzione
La campagna pubblicitaria del film si è principalmente incentrata su una campagna virale online. Prima dell'uscita, Peter Jackson ha distribuito online dei videoblog che raccontano la realizzazione del film e raccolgono i commenti del cast, della troupe e dello stesso regista. Il 7 dicembre 2012, pochi giorni prima dell'uscita del primo film, è stata pubblicata la prima immagine del film ritraente Bilbo immerso nel tesoro del drago Smaug. Il 26 marzo 2013, è stata diffusa la prima clip del film con protagonisti Gandalf e Radagast. Il 9 giugno 2013 è, invece, uscita la prima locandina del film. Il teaser trailer è stato distribuito l'11 giugno 2013. Il 1º ottobre è stato poi diffuso il trailer ufficiale; per la versione italiana è stato inizialmente caricato dalla Warner Bros. sul proprio canale YouTube in lingua originale con i sottotitoli. L'8 novembre la Warner Bros., sempre sul suo canale YouTube, ha caricato il trailer doppiato in italiano; nei giorni seguenti sono stati caricati anche gli spot. A partire dal 1º dicembre, sia il trailer che gli spot sono stati trasmessi in televisione.
Il film è stato distribuito nelle sale dalla Warner Bros. il 13 dicembre 2013 negli Stati Uniti e con un giorno d'anticipo, il 12 dicembre 2013 in quelle in Italia.
Come accaduto per il primo film, la pellicola è distribuita nelle sale in quattro versioni differenti: 2D, 3D, HFR 3D e IMAX 3D.

### Edizioni home video
Il film è stato distribuito anche in un'edizione estesa, che contiene scene aggiuntive per un totale di 25 minuti in più rispetto alla versione cinematografica. Essa è stata distribuita in Italia in digital download a partire dal 21 ottobre 2014 e in Blu-ray Disc 2D / 3D e DVD il 19 novembre 2014. Il 1º dicembre 2020 è uscita la versione in formato Blu-ray 4K, con tutti e tre i film in altrettante steelbook dove sono incluse sia la versione cinematografica che estesa.

## Accoglienza

### Incassi
È stato un enorme successo di pubblico. Costato ben 225 milioni di dollari, il film ne ha incassati 959 milioni, di cui 258 in patria e 701 all'estero. Il film non è riuscito a superare gli incassi del primo capitolo (che ha superato, seppur di poco, il miliardo), confermandosi comunque come uno dei maggiori incassi del 2013 e uno dei film di maggiore incasso della storia del cinema.

### Critica
Come il primo film, anche questo secondo capitolo della saga dello Hobbit è stato apprezzato dalla critica internazionale. Con un voto di 7,8 su 10 sul popolare sito IMDb da parte degli utenti (molto buono secondo il regista), il film è stato apprezzato per l'eccitante susseguirsi di emozioni e per gli ottimi effetti speciali. La pellicola, infatti, ha ricevuto tre candidature ai premi Oscar: migliori effetti speciali, miglior sonoro e miglior montaggio sonoro. È stato, però, criticato dai fan più incalliti per l'aggiunta di personaggi totalmente assenti nell'opera originale, come Legolas, ma soprattutto Tauriel.

## Riconoscimenti
- 2014 - Premio Oscar
  - Candidatura per i migliori effetti speciali a Joe Letteri, Eric Saindon, David Clayton e Eric Reynolds
  - Candidatura per il miglior sonoro a Christopher Boyes, Michael Hedges, Michael Semanick e Tony Johnson
  - Candidatura per il miglior montaggio sonoro a Brent Burge
- 2013 - Critics’ Choice Movie Award
  - Candidatura per la miglior scenografia
  - Candidatura per i migliori costumi
  - Candidatura per il miglior trucco
  - Candidatura per i migliori effetti visivi
  - Candidatura come miglior attrice in un film d'azione a Evangeline Lilly
- 2014 - Premio BAFTA
  - Candidatura per i migliori effetti speciali
  - Candidatura per il miglior trucco
- 2014 - Empire Award[19][20]
  - Miglior debutto a Aidan Turner
  - Best Sci/Fi Fantasy
- 2014 - MTV Movie Award[21][22]
  - Best Fight: Tauriel and Legolas vs Orcs (Evangeline Lilly e Orlando Bloom)
  - Candidatura per il miglior film
  - Candidatura come miglior eroe per Bilbo Baggins a Martin Freeman

- 2014 - Satellite Award
  - Candidatura per la miglior canzone originale per I See Fire di Ed Sheeran
- 2014 - Saturn Award[23]
  - Miglior scenografia
  - Candidatura come miglior film fantasy
  - Candidatura per la miglior regia a Peter Jackson
  - Candidatura per la miglior sceneggiatura a Peter Jackson, Philippa Boyens, Fran Walsh e Guillermo del Toro
  - Candidatura come miglior attrice non protagonista a Evangeline Lilly
  - Candidatura per la miglior colonna sonora a Howard Shore
  - Candidatura per il miglior trucco a Rick Findlater, Richard Taylor e Peter King
  - Candidatura per i migliori effetti speciali a Joe Letteri, Eric Saindon, David Clayton ed Eric Reynolds
- 2014 - Visual Effects Society
  - Candidatura come miglior compositing in un film live action
  - Candidatura per i miglior effetti e simulazione animata in un film live action
  - Candidatura per la miglior fotografia virtuale in un film live action
  - Candidatura per i miglior effetti visivi in un film in cui sono predominanti
  - Miglior personaggio animato in un film live action per Smaug

## Sequel
Originariamente i film dovevano essere solo due, e il primo film doveva terminare dopo la fuga delle botti con la figura in controluce di Bard che minaccia i nani. Questo secondo film invece si sarebbe dovuto intitolare Racconto di un ritorno (There and Back Again), ma dopo l'annuncio da parte di Jackson della realizzazione di un terzo film, quest'ultimo titolo è stato dato al terzo film, che sebbene originariamente previsto per il 14 luglio 2014, è stato rimandato e distribuito il 17 dicembre 2014. Il 24 aprile 2014 Jackson, attraverso la sua pagina Facebook, ha annunciato un cambiamento del titolo del terzo capitolo: Lo Hobbit - La battaglia delle cinque armate.